# 方言文学
方言文学（ほうげんぶんがく）とは、その国の標準語ではなく方言で書かれた文学。とりわけ標準語と方言との差異が大きい中国などの国では方言文学は実質的に一つの独立した言語の文学として扱いうる。

## 各国における方言文学

### アジア

#### 日本
『万葉集』における東歌・防人歌が、古代東国方言を反映しており、この概念にあてはまる。近代以降では宮沢賢治（岩手県）や山之口貘（沖縄県）などが方言を用いた文学作品（とくに詩）を発表した。東京出身の谷崎潤一郎は『卍』などで大阪弁による語り口調を多用しており、こうしたものも広い意味では方言文学に含めることも可能である。
明治期以降、日本語の書き言葉としては方言の勢力はきわめて微弱であるが、近畿方言は依然生命力を保っており、町田康や川上未映子らが大阪弁の語り口調を生かした作品を発表している。東京方言・首都圏方言や近畿方言以外の方言で書かれた作品は稀少で、名古屋弁を前面に押し出した清水義範の一部作品が挙げられる程度である。ただし、タイトルや会話文に方言を多用した作品は現在でもしばしば発表される。

#### 韓国
韓国では日本統治期の詩人金永郎が全羅道の方言で詩を書き、また同じく植民地期の小説家蔡萬植の「レディメイド人生」（1934）や「濁流」（1937～38）、「太平天下」（1938）などが全羅方言を多用しているなど、メジャーな方言である慶尚方言や全羅方言での文学作品はそれなりに存在している。しかし現在はソウル方言を規範とした標準語が普及しており、方言文学は衰退している。ただし、北朝鮮ではソウル方言ではなく平壌方言を標準語としているので、韓国からすれば北朝鮮の文学は広義の方言文学ということになる。

#### 中国
中国に於いては古来より北方語が共通語であり、南方の諸漢語は口語であって書記言語ではなかった。現在も広東語、上海語、台湾語以外の方言では正書法が確立していないため完全な文章を書くことは出来ない。上海語、台湾語、広東語は新聞に於ける通俗小説などで独立した書記言語として使われており、普通話以外の中国語の諸方言では特別な存在である。
19世紀上海を描いた『海上花列伝』は、上海語作品の先駆的なものであり、当時の言語資料としても価値が高い。また、17世紀の作品『金瓶梅』には、山東語の表現が認められるという研究がなされたことがある。

#### インド
インドでは標準語であるヒンドゥスターニー語以外にもインド語派に含まれる類縁の言語が多数存在しており、話者数一千万を超える大言語も少なくない。インドでは古来から現在まで非標準語での文学はありふれたものである。グジャラート語、ベンガル語、パンジャブ語などが方言文学に使用される主な言語。特にベンガル語詩人タゴールは国民詩人として尊崇されている。

### ヨーロッパ

#### イタリア
イタリアでは標準語とされたトスカナ語以外にもナポリ語やシチリア語などが文学の担い手となった。

#### ドイツ
ドイツでは非標準語である低地ドイツ語での文学が現在に至るまで盛んに行われており、低地ドイツ語はドイツ標準語に準ずる威信を持っている。

#### フランス
元来フランスでは標準語であるオイル語ではなく南方のプロヴァンス語が文学の言葉として親しまれていたが、革命以降国民国家を建設するためフランス標準語以外のロマンス諸語は抑圧された。だがその中でもフレデリック・ミストラルのようなプロヴァンス語詩人が出るなど方言文学の伝統は途絶えることはなかった。